# Voline
Vsevolod Mikhailovich Eikhenbaum (11 de agosto de 1882 — 18 de setembro de 1945), conhecido mais tarde como Volin (Волин), foi um importante anarquista russo que participou das revoluções russa e ucraniana antes de ser forçado ao exílio pelo  governo Bolchevique. Ele era um proponente principal da forma de organização anarquista conhecida como síntetismo anarquista.

## Biografia
Voline nasceu no distrito de Voronezh, na Rússia Central, onde seus pais eram médicos e depois de terminar a faculdade foi a São Petersburgo para estudar jurisprudência.
Em 1904 ele deixou a universidade para unir-se ao Partido Socialista-Revolucionário e envolveu-se no movimento operário. Ele participou em atividades culturais e educacionais entre os trabalhadores da cidade quando conheceu Padre Gapon e se juntou ao seu movimento. Em 1905, no Domingo Sangrento, ele estava com um grupo que foi parado por soldados antes que pudesse chegar ao Palácio de Inverno. Durante as greves que se seguiram, ele assumiu a liderança na criação do primeiro soviete de São Petersburgo, a fim de coordenar a ajuda e a informação para os trabalhadores; embora quiescente durante grande parte do ano e foi suprimida em dezembro após a Revolução Russa de 1905, o soviete foi revivido durante a Revolução de Fevereiro de 1917.
Após sua fuga da prisão em 1907, ele fugiu para a França, onde ficou sob a influência de anarquistas russos e se juntou a esse movimento em 1911.
Ele participou da Guerra Civil Russa, a princípio na organização anarquista ucraniana Nabat, então (a partir de agosto de 1919) no exército de Nestor Makhno. Preso pelos bolcheviques em janeiro de 1920, ele foi libertado da prisão juntamente com outros anarquistas em outubro por causa de um tratado entre a União Soviética e o exército de Makhno. Rearrested um mês depois, ele se juntou à greve de fome Taganka Prison. Graças à intervenção da Red International Sindicato, durante o seu congresso  realizada em Moscou no verão de 1921, ele foi finalmente expulso do país.
Admitido na Alemanha apesar da falta de documentos apropriados, ele e sua família moravam em Berlim, onde ele escreveu (em alemão) um panfleto de 80 páginas intitulado "A Perseguição dos Anarquistas na Rússia Soviética", traduzido por Peter Arshinov o qual escreveu um longo prefácio biográfico para ele. Voline colaborou também colaborou com uma revista anarquista russa. Após dois anos, ele recebeu um convite de Sébastien Faure para ajudá-lo a preparar a Enarchopédie Anarchiste, ele se mudou para Paris onde escreveu para a Encyclopédie e outras publicações.
A morte de sua esposa o afetou severamente, e a Segunda Guerra Mundial forçou-o a se mudar de um esconderijo para outro; retornou a Paris depois da guerra, mas desenvolveu tuberculose incurável e morreu em um hospital em setembro de 1945, deixando seu relato de suas experiências nas revoluções e na guerra civil, La Révolution inconnue (A Revolução Desconhecida), publicada postumamente.